# Maria Anna von Kottulinsky
Maria Anna von Kottulinsky, född 12 maj 1707, död 6 februari 1788 i wien, furstinna av Liechtenstein 1729-1732; gift i Vaduz 22 augusti 1729 med furst Josef Johann Adam av Liechtenstein.
Hon var dotter till Franz Karl Graf Kottulinsky, Baron von Kottulin und Krzizkowitz, och Maria Antonia Gräfin von Rottal. Hennes första äktenskap var barnlöst, vilket inte var ett problem eftersom tronarvingar redan fanns. 
Då Maria Anna blev änka första gången 1732 bosatte hon sig i Wien. I Wien blev hon känd för sin salong, som beskrivs som ett centrum för  litterära diskussioner och musikaliskt intresse, särskilt under Josef II:s regeringstid, och frekventerades av kejsaren själv, Wolfgang Amadeus Mozart, Gottfried van Swieten, Wenzel Anton von Kaunitz-Rietberg och Otto Heinrich von Gemmingen-Hornberg.
Hon gifte om sig 10 oktober 1740 den tyske greven Ludwig Ferdinand von Schulenburg-Oeynhausen (1701-1754). 